# Karl Hoffmann (SS-Brigadeführer)
Karl Hoffmann, född 7 augusti 1887 i Nienburg, död 20 december 1970 i Kassel, var en tysk SS-Brigadeführer och generalmajor i polisen. Mellan 1940 och 1944 var han befälhavare för Ordnungspolizei i Kassel.

## Biografi
Hoffmann inledde 1907 sin karriär som yrkesmilitär, då han tog värvning i den preussiska armén. Han gick bland annat en tvåårig utbildning vid Militärtechnische Akademie i Charlottenburg. Han deltog i första världskriget som medlem av ett pionjärregemente och uppnådde graden kapten. Efter kriget gick han med i Sicherheitspolizei, en paramilitär polisstyrka. År 1927 flyttade han över till Schutzpolizei och blev 1932 inspektionschef i Köln.
Efter Adolf Hitlers maktövertagande i januari 1933 inträdde Hoffmann senare samma år i Nationalsocialistiska tyska arbetarepartiet (NSDAP). I juli 1937 utnämndes Hoffmann till inspektör för Ordnungspolizei (Inspekteur der Ordnungspolizei, IdO) i Hessen-Nassau med säte i Kassel. Efter Anschluss, Tysklands annektering av Österrike i mars 1938, beklädde Hoffmann kortvarigt motsvarande post i Innsbruck. I april 1939 inträdde han i Schutzstaffel (SS) med tjänstegraden Standartenführer. I september året därpå efterträdde Hoffmann August Meyszner som befälhavare för Ordnungspolizei (Befehlshaber der Ordnungspolizei, BdO) i Kassel.

## Befordringshistorik
| Datum           | Tjänstegrad                      |
| --------------- | -------------------------------- |
| 1 april 1923    | Polizei-Major                    |
| 1 april 1934    | Oberstleutnant der Schutzpolizei |
| 1 oktober 1935  | Oberst der Schutzpolizei         |
| 20 april 1939   | SS-Standartenführer              |
| 3 oktober 1941  | SS-Oberführer                    |
| 3 december 1942 | SS-Brigadeführer                 |
| 21 juli 1943    | Generalmajor der Polizei         |